# Łomżyczka
Łomżyczka – struga, lewy dopływ Narwi o długości 20,79 km.
Struga płynie w województwie podlaskim przez miejscowości: Zagroby, Czaplice, Kisiołki, Boguszyce, Konarzyce oraz Łomżę. Wybudowano na niej 11 mostów, w tym 6 w Łomży. Na terenie miasta struga jest silnie przekształcona przez człowieka i zanieczyszczona.